# Привід Бендікс

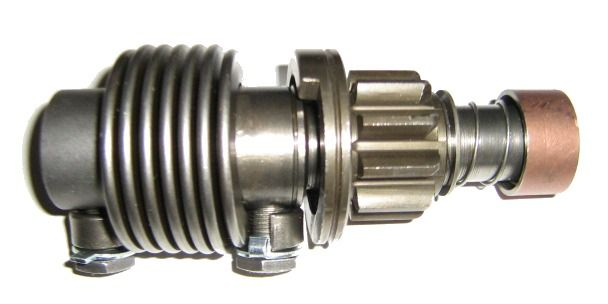
Привід Бендікс

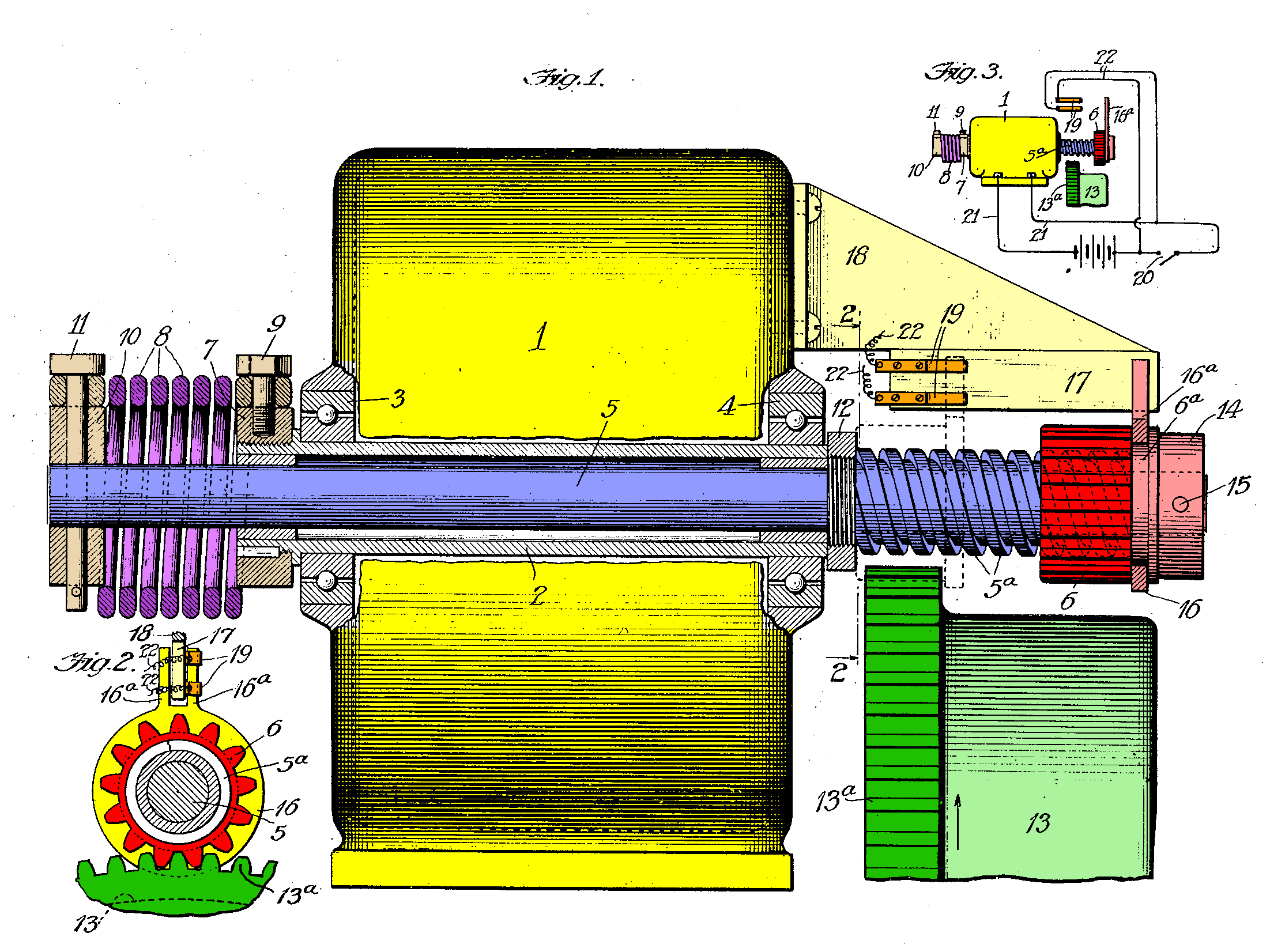
Патентний малюнок (кольоровий)
1 електродвигун
5 поворотний гвинтовий вал
6 шестерня
13 маховик

Привід Бендікс — це тип механізму зчеплення, який використовується в стартерах двигунів внутрішнього згоряння. Пристрій дозволяє шестерні стартера автоматично вмикати або вимикати зубчастий вінець (який прикріплений до маховика або гнучкої пластини двигуна) під час увімкнення стартера або коли двигун запускається відповідно. Він названий на честь свого винахідника Вінсента Хьюго Бендікса.

## Операція
Система Bendix розміщує шестірню приводу стартера на гвинтовій приводній пружині. Коли стартер починає обертатися, інерція вузла ведучої шестерні змушує його накручувати пружину, змушуючи змінювати довжину пружини та дозволяючи шестерні зачепити зубчастий вінець. Коли двигун запускається, зворотна передача від вінця призводить до того, що ведуча шестерня перевищує швидкість обертання стартера, у цей момент ведуча шестерня повертається назад і виходить із зачеплення з вінцем.
Основним недоліком приводу Бендікс є те, що він покладається на певну кількість «зіткнення» між зубцями шестерні та вінцями, перш ніж вони зісковзнуть на місце та повністю з’єднаються; зуби шестерні вже обертаються, коли вони вступають у контакт із статичним вінцем, і якщо вони не вирівняються ідеально в момент зачеплення, зуби шестерні вдарятимуться об зуби вінця збоку в бік, а не обличчям до обличчя та продовжуйте обертати, доки обидва не вирівняються. Це збільшує знос обох комплектів зубів. З цієї причини привід Бендікс був значною мірою замінений у конструкції стартера системою попереднього ввімкнення з використанням соленоїда стартера.